# Kuttam Pokuna
Kuttam Pokuna (estanys bessons) són uns estanys pel bany antics i ben conservats a Sri Lanka. Van ser construït pels singalesos a l'antic regne d'Anuradhapura. Formen part del complex Abhayagiri vihāra i són un exemple dels treballs en el camp de l'enginyeria hidrològica, l'arquitectura i l'art de l'antic singalès.

## Ubicació
En un mapa del complex Abhayagiri vihāra es poden comptar més de trenta masses d'aigua. El més gran d'ells és l'Eth Pokuna (estany dels elefants). Els Kuttam Pokuna es troben a l'extrem oriental del complex.

## Història
Algunes fonts creuen que es van construir durant el regnat del rei Aggabodhi I d'Anuradhapura (575-608). El Fons Cultural Central, Colombo, Sri Lanka, però, anomena el segle VIII o IX com el moment de la construcció.
El nom d'estanys bessons és enganyós, perquè no tenen la mateixa edat: es diu que l'estany del nord més petit és més antic que l'estany més gran del sud.

## Arquitectura

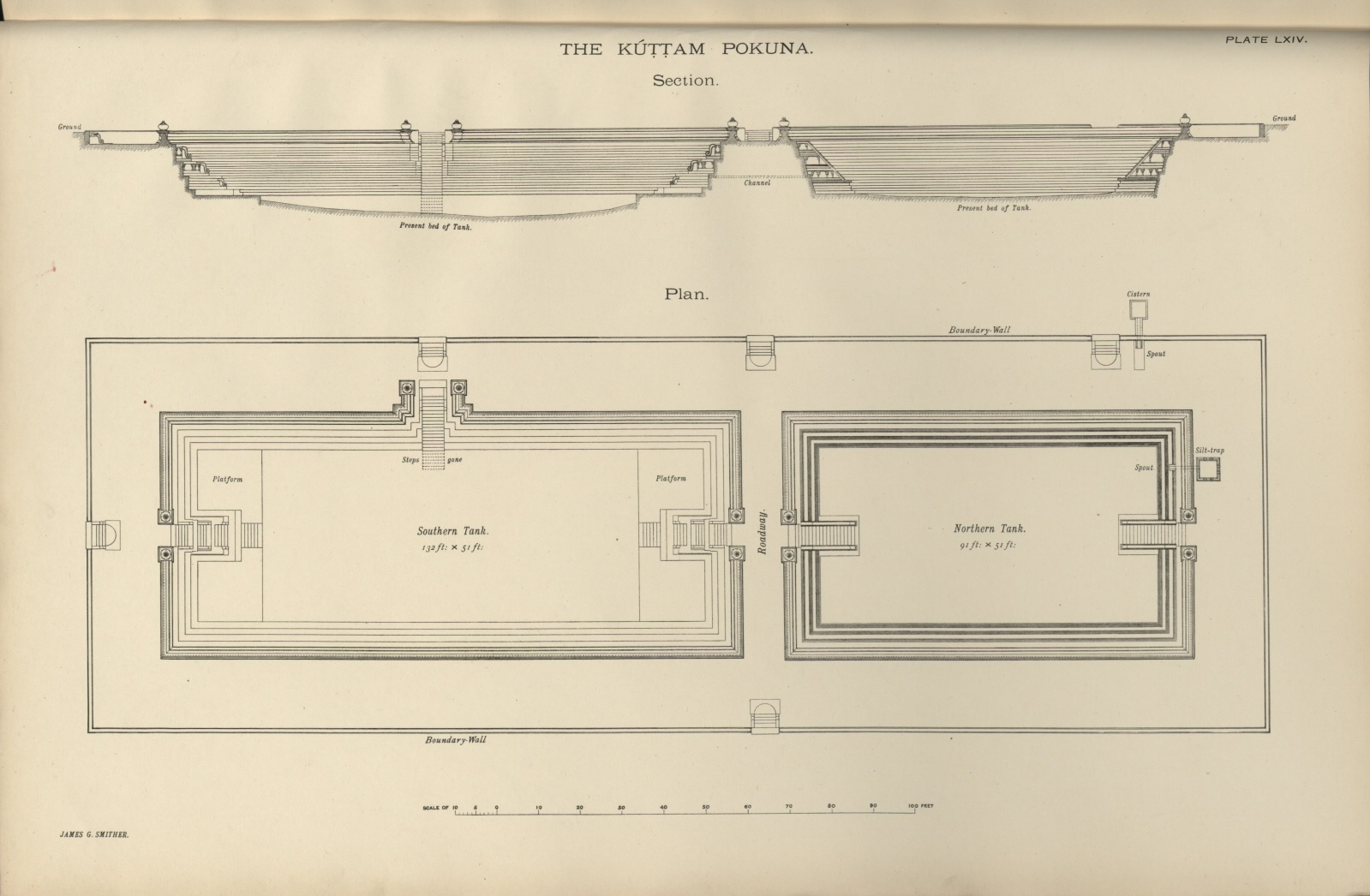
Dibuix arquitectònic de Kuttam Pokuna (1894) de James Smither